# José Zúquete
José Júlio Estrela da Silveira Zúquete  (Leiria, Leiria, 25 de março de 1941 — Leiria, 24 de junho de 2016) foi um cavaleiro tauromáquico português.
Estreou-se em público na praça de toiros da Nazaré, a 9 de novembro de 1975, e tomou a alternativa de cavaleiro tauromáquico na Palha Blanco, em Vila Franca de Xira, 1 de maio de 1977, tendo como padrinho Alfredo Conde. Integrou também o Grupo de Forcados Amadores de Santarém. 